# ميكانيكا التربة
علم ميكانيكا التربة هو فرع من العلوم الهندسية وهو مختص بدراسة التربة وطريقة تصرفها عند تعرضها للأحمال والإجهادات.
وهو العلم المتعلق بميكانيكا الأجسام الطبيعية المشتتة (المؤلفة من أجزاء دقيقة أو ناعمة) ويعتبر فرعا من فروع علم ميكانيكا الأرض العام الذي تدخل ضمنه العلوم الخاصة التالية: ديناميكا الأرض في المجالين العالمي والمناطقى، ميكانيكا الصخور الصلدة أو المصمتة، ميكانيكا الصخور الرخوة أو الهشة (التربة الطبيعية) وميكانيكا الكتل العضوية والعضوية المعدنية (الطمى، الفحم وغير ذلك). ويعتبر علم ميكانيكا التربة في نفس الوقت، فرعا من فروع علم الميكانيكا الإنشائية المبنى على أساس قوانين الميكانيكا النظرية (ميكانيكا الأجسام الصلبة الغير قابلة للانضغاط مطلقا) وكذلك على أساس قوانين الأجسام القابلة للتشوه أيضا، أي القابلة للانضغاط وتغير الشكل (قوانين اللدونة، المرونة، الزحف)، التي ستكون بالنسبة لتكوين وصياغة علم ميكانيكا التربة - كعلم مستقل - بمثابة قوانين ضرورية فقط ولكنها ليست من الشروط الكافية بحد ذاتها. وإذا اضفنا إلى علاقات (معادلات) الميكانيكا النظرية والميكانيكا الإنشائية للأجسام المصمتة القابلة للتشوه، إذا اضفنا لهم القوانين التي تشرح الخواص المتعلقة بتفتت التربة (الانضغاطية، النفاذية، مقاومة القص التماسية، التشوه التركيبى الطورى) عندئذ ببحثنا للتربة باعتبارها اجساما طبيعية مشتتة وثيقة الاتصال بظروف تكوينها وتامة التفاعل مع البيئة الطبيعية الجيولوجية المحيطة بها، يمكن في هذه الحالة صياغة أو تكوين ميكانيكا التربة كعلم من العلوم.

## نشوء وتاريخ علم ميكانيكا التربة
قام المهندس الفرنسى كولون عام 1773 بأول بحث أساسي في مجال ميكانيكا التربة وهو المتعلق بنظرية الأجسام أو المواد السائبة الذي كان يعتبر على مدى سنوات طويلة بمثابة النظرية الهندسية الوحيدة في هذا المجال التي استخدمت أو طبقت بنجاح عند حساب ضغط التربة على الجدران الساندة أو المحتجزة.
وفي عام 1885 نشر في فرنسا أيضا بحث العالم بوسينسك حول «توزيع الأجهادات الناجمة عن تأثير القوة المركزة في التربة المرنة» الذي أصبح فيما بعد أساسا لتحديد الأجهادات في التربة عند تعرضها لمختلف أنواع الأحمال. وفي عام 1923 وضع العالم السوفييتي بوزيرفسكى «النظرية العامة لإجهاد التربة الأرضية» باستخدامه لنظرية المرونة في حساب القواعد الأرضية.

## أهمية علم ميكانيكا التربة
إن ميكانيكا التربة هي عبارة عن نظرية قواعد التربة الطبيعية، وإن دور ميكانيكا التربة كعلم هندسي هو دور عظيم، ولا يمكن مفارنته إلا بعلم «مقاومة المواد» Strength of Materials، وبدون معرفة مبادئ ميكانيكا التربة، لا يمكن تصميم المنشأت الصناعية الحديثة، العمارات السكنية (لا سيما المتعددة الطوابق)، إنشاءات إصلاح الأرض وإنشاءات الطرق، الإنشاءات الترابية، إنشاءات الهندسة الهيدروليكية (مثل السدود الترابية، سدود المياه مبانى المحطات الهيدروليكية لتوليد الطاقة وغيرها)، كل هذا لا يمكن إنشاءه بصورة سليمة بدون معرفة مبادئ ميكانيكا التربة.
إن استخدام ميكانيكا التربة يساعد على الاستفادة أكثر ما يمكن من السعة الحملية للتربة، الحساب الدقيق لتشوهات قواعد التربة أو القواعد الترابية تحت تأثير الأحمال الناجمة عن الإنشاءات الأمر الذي يعتمد ليس على وضع الحلول الأكثر سلامة فحسب، بل وعلى الحلول الأكثر اقتصادية أيضا. وفي المستقبل ستزداد أهمية علم ميكانيكا التربة في الأعمال الهندسية وذلك بمساعدته في الحصول على أوسع وأحسن استفادة من المنجزات العلمية لهذا العلم في التطبيقات الإنشائية الهندسية.

## الخواص الأساسية للتربة
- انضغاطية التربة : تتلخص هذه الخاصية في قابلية التربة (إلى درجة كبيرة أحيانا) لتغيير بنيتها تحت تأثير المؤثرات الخارجية إلى بنية أكثر دموجا أو تراصا على حساب تقليل مسامية التربة. تعتبر انضغاطية التربة من أهم الخواص المميزة لطبيعة التربة وهي تميز التربة تمييزا جوهريا عن الصخور المصمتة وغيرها من الأجسام الصلبة، وتتلخص هذه الخاصية في قابلية التربة (إلى درجة كبيرة أحيانا) لتغيير بنيتها تحت تأثير المؤثرات الخارجية إلى بنية أكثر دموجا أو تراصا على حساب تقليل مسامية التربة.[5]

ويرتبط بهذه الخاصية قانون مهم هو قانون الدموج أو التراص
- نفاذية التربة للماء : الخاصية الثانية للتربة هي خاصية نفاذية الماء، أي قابلية ترشيح الماء والترشيح في التربة يعتمد على درجة التشديد أو التراص للتربة، وفي الغضار عالي اللدونة وشبه الصلب يعتمد الترشيح على وجود التدرج الابتدائي للضغط، الذي تبدأ حركة الماء عند التغلب عليه فقط.

ويرتبط بهذه الخاصية قانون الترشيح الطبقى.
- مقاومة التربة للقص أو الزحزحة : تحت تأثير الحمل الخارجى، يمكن للضغوط الفعالة في بعض النقاط أن تتفوق على الأربطة الداخلية بين دقائق التربة، وتنشأ انزلاقات (زحزحات) لبعض الدقائق ويمكن هنا أن يختل اتصال التربة في إحدى المناطق أي يتم التغلب على مقاومة التربة في تلك المنطفة.

إن المقاومة الداخلية، المعارضة أو المانعة لإزاحة أو زحزحة الدقائق الصلبة في الأجسام السائبة المثالية تكمن فقط في الاحتكاك الناشئ في نقاط تلامس أو اتصال الدقائق، اما في التربة المتماسكة المثالية مثل الأطيان اللزجة ستقوم بقاومة زحزحة الدقائق فيها الأربطة البنيوية الداخلية ولزوجة ألغلفة الغروانية المائية للدقائق فقط وليس في الاحتكاك الناشئ في نقاط تلامس أو اتصال الدقائق.

## التحليل بالهيدرميتر(بالإنجليزية:Hydrometer analysis)‏
يتم تصنيف التربة ذات الحبيبات الصغيرة (الناعمة) والأصغر من حبيبيات الرمل بشكل أساسي بواسطة حدود اتربرغ (بالإنجليزية: Atterberg limits)‏ وليس عن طريق حجم حبيباتها، ولكن إذا كان التوزيع الحجمي لحبيبات التربة (بالإنجليزية: Grain size distribution)‏ الناعمة مهمّاً يتم استخدام فحص التحليل بالهيدروميتر (بالإنجليزية: Hydrometer analysis)‏، حيث تخلط حبيبات التربة مع الماء ويتم رجّها جيداً لتحضير مزيج مخفّف داخل إسطوانة زجاجية، ثم تترك الإسطوانة حتى يستقر المزيج بعد الرجّ. يستخدم الهيدروميتر لحساب كثافة المزيج الموجود داخل الإسطوانة الزجاجية بالنسبة للزمن، وتحتاج حبيبات الطين إلى وقت طويل لتترسب لذلك قد تصل مدة التجربة إلى 24 ساعة وأكثر بينما تحتاج حبيبات الرمل لأقل من ثانية لو أجري عليها هذا الاختبار. قدّم قانون ستوك -وهو المبدأ الذي يقوم عليه هذا الاختبار- أساسيّات نظرية لحساب العلاقة بين سرعة الترسيب وحجم الحبيبات. وزودت مواصفة الجمعية الأمريكية لاختبار المواد ASTM بتفاصيل كيفية إجراء تجربة الهيدروميتر.
قد تكون حبيبات التربة صغيرة جدّاً ولا تترسب أبداً أي تبقى معلقة بفعل الحركة البراونية (بالإنجليزية: Brownian motion)‏، في هذه الحالة فإن هذه الحبيبيات تصنف كمواد غروانيّة.

### علاقات الكتلة-الحجم(بالإنجليزية:Mass-Volume relation)‏
هناك عدد من المعاملات التي تستخدم لوصف نسب كل من الهواء، والماء، والحبيبيات الصلبة في عيّنة تربة معيّنة، يعرّف هذا العنوان ويصف هذه المعاملات وعلاقتها مع بعضها البعض، وهذه هي الرموز الأساسيّة المستخدمة في ذلك:
{\displaystyle V_{a}} و{\displaystyle V_{w}} و{\displaystyle V_{s}} تمثّل حجم الهواء، وحجم الماء، وحجم الحبيبات الصلبة في عيّنة التربة على التوالي.
{\displaystyle W_{a}} و{\displaystyle W_{w}} و{\displaystyle W_{s}} تمثّل وزن الهواء، ووزن الماء، ووزن الحبيبات الصلبة في عيّنة التربة على التوالي.
{\displaystyle M_{a}} و{\displaystyle M_{w}} و{\displaystyle M_{s}} تمثّل كتلة الهواء، وكتلة الماء، وكتلة الحبيبات الصلبة في عيّنة التربة على التوالي.
{\displaystyle \rho _{a}} و{\displaystyle \rho _{w}} و{\displaystyle \rho _{s}} تمثّل كثافة الهواء، وكثافة الماء، وكثافة الحبيبات الصلبة في عيّنة التربة على التوالي.
ملاحظة: يمكن الحصول على الوزن (W) من خلال ضرب الكتلة بتسارع الجاذبية الأرضية (g)‏ مثلاً، للحصول على وزن الحبيبات الصلبة في العيّنة: {\displaystyle W_{s}=M_{s}g}.
تعرّف الكثافة النوعيّة (بالإنجليزية: Specific gravity)‏ بأنها النسبة بين كثافة مادة معينة في درجة حرارة معيّنة إلى كثافة الماء النقي في نفس درجة الحرارة ({\displaystyle \rho _{w}=1g/cm^{3}}).
الكثافة النوعية للمواد الصلبة {\displaystyle G_{s}={\frac {\rho _{s}}{\rho _{w}}}}
يعرّف الوزن النوعي (بالإنجليزية: Specific Weight)‏ والذي يرمز له بالرمز {\displaystyle \gamma } بأنه وزن كل وحدة حجم في مادّة ما ويساوي حاصل ضرب الكثافة بتسارع الجاذبية الأرضية ({\displaystyle \gamma =\rho g}).
يتم التعبير عن كثافة العيّنة {\displaystyle \rho } بمسميّات مختلفة وهي الكثافة (بالإنجليزية: Density)‏ أو الكثافة الإجمالية (بالإنجليزية: Bulk density)‏ أو الكثافة الرطبة (بالإنجليزية: Wet density)‏، وتساوي حاصل قسمة مجموع كتل الماء والحبيبات الصلبة على الحجم الكلي للهواء والماء والحبيبيات الصلبة في العينة (ملاحظة: يتم اعتبار كتلة الهواء مساوية لصفر وذلك لأسباب عمليّة):
{\displaystyle \rho ={\frac {M_{s}+M_{w}}{V_{s}+V_{w}+V_{a}}}={\frac {M_{t}}{V_{t}}}}
تعرّف الكثافة الجافّة {\displaystyle \rho _{d}} (بالإنجليزية: Dry density)‏ بأنها حاصل قسمة كتلة الحبيبات الصلبة على الحجم الكلي للماء والهواء والحبيبات الصلبة في عيّنة ما:
{\displaystyle \rho _{d}={\frac {M_{s}}{V_{s}+V_{w}+V_{a}}}={\frac {M_{s}}{V_{t}}}}
تعرّف كثافة الطفو {\displaystyle \rho '} (بالإنجليزية: Buoyant density)‏ بأنها حاصل طرح كثافة عيّنة ما من كثافة الماء، ومن المهم حساب كثافة الطفو عندما تكون عيّنة التربة مغمورة بالماء:
{\displaystyle \rho '=\rho \ -\rho _{w}}
علماً أن الرمز {\displaystyle \rho _{w}} يمثّل كثافة الماء.
يعرّف المحتوى المائي {\displaystyle w} (بالإنجليزية: Water content)‏ للعيّنة بأنه النسبة بين كتلة الماء إلى كتلة الحبيبات الصلبة فيها، ويمكن قياسه بسهولة عبر حساب كتلة عيّنة من التربة، ومن ثم تجفيفها بواسطة فرن مثلاً وإعادة حساب كتلتها مرّة أخرى بعد التجفيف، علماً أن الخطوات المعيارية لهذه العملية قد وصفتها الجمعية الأمريكية لاخبار المواد ASTM:
{\displaystyle w={\frac {M_{w}}{M_{s}}}={\frac {W_{w}}{W_{s}}}}
تعرّف نسبة الفجوات {\displaystyle e} (بالإنجليزية: Void ratio)‏ لعيّنة ما بأنها النسبة بين حجم الفراغات إلى حجم الحبيبات الصلبة:
{\displaystyle e={\frac {V_{v}}{V_{s}}}={\frac {V_{v}}{V_{T}-V_{V}}}={\frac {n}{1-n}}}
تعرّف المساميّة {\displaystyle n} (بالإنجليزية: Porosity)‏ لعيّنة ما بأنها النسبة بين حجم الفراغات إلى الحجم الكلي للعيّنة، ولها علاقة مع نسبة الفجوات:
{\displaystyle n={\frac {V_{v}}{V_{t}}}={\frac {V_{v}}{V_{s}+V_{v}}}={\frac {e}{1+e}}}
تعرّف درجة التشبّع {\displaystyle S} (بالإنجليزية: Degree of saturation)‏ لعيّنة ما بأنها النسبة بين حجم الماء إلى حجم الفراغات:
{\displaystyle S={\frac {V_{w}}{V_{v}}}}
يمكن استنباط عدد من العلاقات الأخرى المهمّة بناء على العلاقات والمعادلات التي تم ذكرها في الأعلى، ومنها:
{\displaystyle \rho ={\frac {(G_{s}+Se)\rho _{w}}{1+e}}}
{\displaystyle \rho ={\frac {(1+w)G_{s}\rho _{w}}{1+e}}}
{\displaystyle w={\frac {Se}{G_{s}}}}

## السلوك تحت تأثير القص: المقاومة والمرونة(بالإنجليزية:Shear behavior: stiffness and strength)‏

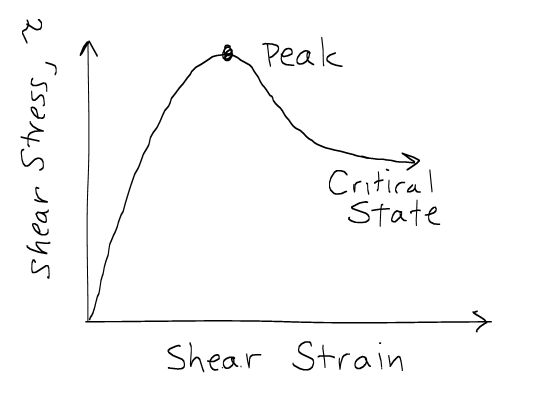
منحى إحهاد-انفعال مثالي لعينة تربة جافة ومتمددة.

تحدد مرونة (صلابة) التربة ومقاومتها للقص (بالإنجليزية: Shear strength)‏ فيما إذا ستكون تلك العينة مستقرّة أم لا أو كم سوف يكون مقدار التشوه (بالإنجليزية: deformation)‏ الذي من الممكن أن يحصل بها بعد القص، إنّ معرفة مقاومة التربة للقص ضروريّةٌ لتحديد فيما إذا كان الانحدار مستقرّاً بعد الانهيار أم لا، أو إذا كان المبنى أو الجسر سيهبط بعمق شديد في الأرض، وكذلك في معرفة حدود الضغوط على الجدران الاستنادية. من المهم كذلك التمييز بين انهيار عنصر التربة وانهيار الأبنية الجيوتقنية (مثلاً انهيار أساسات مبنى أو جدار استنادي); قد تصل بعض عناصر التربة إلى ذروة مقاومتها قبل هبوط المنشأة. ويمكن استخدام معايير مختلفة لتحديد مقدار مقاومة التربة للقص ونقطة الخضوع (بالإنجليزية: yield point)‏ لعنصر من عناصر التربة من منحنى الإجهاد والانفعال (بالإنجليزية: Stress and strain curve)‏، ويمكن تعريف ذروة مقاومة القص بذروة منحنى الإجهاد والانفعال، ويمكن كذلك تعريف مقاومة القص في الحالة الحرجة بالقيمة التي يتم الحصول عليها بعد انفعالات كبيرة عندما تثبت قيمة مقاومة القص. إذا كان منحنى الإجهاد والانفعال لا يستقر قبل نهاية اختبار مقاومة القص فإنه يمكن اعتبار قيمة مقاومة القص في بعض الأحيان بقيمة المقاومة عندما يكون الانفعال بين 15% - 20%. تعتمد مقاومة التربة للقص على عوامل كثيرة تشمل الإجهاد الفعال (بالإنجليزية: Effective stress)‏ ونسبة الفراغات (بالإنجليزية: Void ratio)‏.
وتعد مرونة وجسوء التربة أثناء القص مهمّةً أيضاً، فعلى سبيل المثال تعد مهمّة لتقييم حجم التشوهات الحاصلة في الأساسات قبل الكسر لأنها ترتبط بسرعة موجة القص. ويسمى الميل للجزء الأولي من منحنى إجهاد القص-انفعال القص والذي يكون بشكل خطّيٍّ تقريباً بمعامل القص.

## الاحتكاك والتشابك والتمدد

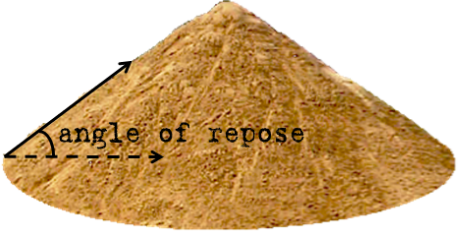
زاوية الاسترخاء Angle of repose

التربة عبارة عن مجموعة من الجسيمات التي يتراوح الترابط فيما بينها من عالٍ إلى منعدمٍ تماماً، بينما الصخور (مثل الحجر الرملي) قد تتكون من مجموعة من الجسيمات التي يتم ربطها بقوة بواسطة روابط كيميائية. وترجع مقاومة التربة للقص أساساً إلى الاحتكاك الحاصل بين الجسيمات، إن مقاومة التربة للقص على متن مستوىً معيّن تتناسب بشكل تقريبي مع الإجهاد العمودي الفعال على ذلك المستوى. كما أن زاوية الاحتكاك الداخلي ترتبط ارتباطا وثيقا بأقصى زاوية انحدار مستقرة، والتي غالبا ما تسمى زاوية الاستقرار أو الاسترخاء.
وبالإضافة إلى الاحتكاك، تستمد التربة جزءاً كبيراً من مقاومتها للقص من تشابك الحبيبات، فإذا كانت الحبيبات متجمّعة بشكل مكثّف، فإن الحبيبات تميل إلى أن تنتشر بجانب بعضها البعض لأنها تخضع لانفعال القص.
سُميت ظاهرة توسّع الجسيمات بسبب القص بالتمدديّة، حيث أنه إذا أخذنا بعين الاعتبار الطاقة المطلوبة لقص تجمع من الجسيمات، هناك مدخلات طاقة من قبل قوة القص تأخذ الرمز T تقطع مسافة X وهناك أيضا مدخلات طاقة من قبل القوة العمودية تأخذ الرمز N كلما توسعت العينة مسافة Y. وبسبب الطاقة الإضافية المطلوبة للجسيمات حتى تتمدد عكس الضغوط المحصور، فإن التربة المتمددة لديها ذروة مقاومة أكبر من التربة الانكماشية. وعلاوة على ذلك، كلما تمددت حبيبات التربة المتمددة، فإنها تصبح أقل كثافة وأكثر ليونة (تزداد نسبة الفراغات فيها)، وينخفض معدل تمددها حتى يصل إلى النسبة الحرجة للفراغات. وتصبح التربة المتشابكة أكثر كثافة عندما تتعرض للقص، وينخفض معدل انكماشها حتى تصل إلى النسبة الحرجة للفراغات.

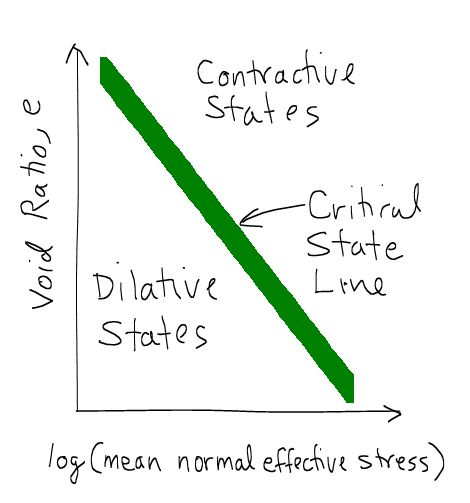
خط الحالة الحرجة الذي يفصل ما بين حالتي التمدد والانكماش للتربة

ويعتمد ميل التربة إلى التمدد أو الانكماش بشكل أساسي على الضغط المحصور ونسبة الفراغات في التربة، يكون معدل التمدد مرتفعاً إذا كان مقدار الضغط المحصور صغيراً ونسبة الفراغات صغيرة. ويكون معدل الانكماش مرتفعاً إذا كان الضغط المحصور كبيراً ونسبة الفراغات كبيرة. وكتقريب أولي، يتم فصل مناطق الانكماش والتمدد عن طريق خط الحالة الحرجة.

## معايير الانهيار
بعد أن تصل التربة إلى الحالة الحرجة (بالإنجليزية: Critical state)‏، فإنها لن تعود قادرة على الانكماش أو التمدد ويُحدّد إجهاد القصّ علي السطح المنهار (بالإنجليزية: Failure plane)‏ {\displaystyle \tau _{crit}} بالإجهاد العمودي الفعّال {\displaystyle \sigma _{n}'} على نفس السطح المنهار وزاوية احتكاك الحالة الحرجة (بالإنجليزية: Friction angle)‏ {\displaystyle \phi _{crit}'\ } وفق المعادلة التالية:
{\displaystyle \tau _{crit}=\sigma _{n}'\tan \phi _{crit}'\ }
بيد أن القيمة القصوى لإجهاد القص (بالإنجليزية: Peak shear stress value)‏ لعينة تربة قد تكون أكبر بسبب تشابك الحبيبات، حيث تكون {\displaystyle \phi _{peak}'>\phi _{crit}'} وتصبح المعادلة:
{\displaystyle \tau _{peak}=\sigma _{n}'\tan \phi _{peak}'\ }
ويجب الحذر أثناء التصميم في حال تم استخدام قيمة لزاوية الاحتكاك بحيث تكون أكبر من قيمتها في الحالة الحرجة، كما أن قيمة زاوية الاحتكاك في الحالة الحرجة ليست متغيرة تقريبا مقارنة مع قيمتها القصوى التي تتغير حسب الظروف، بالتالي يمكن الاعتماد عليها بكل ثقة وأمان.
اقترح العالم كولومب التعبير عن مقاومة التربة للقص بمعادلة تدمج ما بين الالتصاق والاحتكاك في عينة التربة وفق المعادلة التالية:
{\displaystyle \tau _{f}=c'+\sigma _{f}'\tan \phi '\,}
ومن المعروف الآن أن المعاملين {\displaystyle c'} و {\displaystyle \phi '} في المعادلة الأخيرة ليسا من خصائص التربة الأساسية، وتختلف قيم {\displaystyle c'} و {\displaystyle \phi '} تبعاً لقيمة الإجهاد الفعّال. ووفقا ل سكوفيلد (2006)، فقد أدى استخدام المتغير {\displaystyle c'} لفترة طويلة في الممارسات العملية بالعديد من المهندسين للاعتقاد خطأً بأنه من الخصائص الأساسية للتربة، كما أن الافتراض بأن قيم {\displaystyle c'} و {\displaystyle \phi '} ثابتة يمكن أن يؤدي إلى مبالغة في تقدير نقاط القوة القصوى.

## التركيب والبنية وكيميائيّة التربة
بالإضافة إلى كون الاحتكاك والتلاصق من معاملات مقاومة التربة للقص، يلعب كل من التركيب وبنية التربة أيضا دورا هاما في سلوكها تحت تأثير القص من ضمنها تركيب وبنية التربة اللتان تشتملان على عوامل كثيرة مثل: الفراغات، وترتيب الجزيئات الصلبة أو كمية وتوزيع المياه المسامية. ويتأثر السلوك الميكانيكي للتربة بكثافة الحبيبات وتركيبها أو ترتيبها فضلا عن كمية الموائع الموجودة وتوزيعها (مثل الماء والهواء). وتشمل العوامل الأخرى الشحنة الكهربائية للحبيبات، والتركيب الكيميائي للمياه المسامية، والروابط الكيميائية بين الحبيبات.

### القص الجاف (المصرّف) وغير الجاف (غير المصرّف)
يؤثر وجود الموائع غير القابلة للانضغاط مثل الماء في الفراغات المسامية على قدرة المسامات على التمدد أو الانكماش.
إذا كانت المسامات مشبّعةً بالماء، فيجب امتصاص الماء وسحبه إلى الفراغات المسامية المتمددة لملئها (هذه الظاهرة تحدث على الشاطئ عندما تبدو البقع الجافة حول آثار الأقدام علي الرمال الرطبة).
أما بالنسبة للتربة الانكماشية، فيجب أن يتم شفط المياه خارج المسامات لكي يحدث الانكماش.
يتسبب تمدد الفراغات بقيمة سالبة لضغط الماء، والتي تؤدي إلى سحب الموائع إلى المسامات الفارغة، كما ويؤدي انكماشها إلى ضغوط موجبة لها (الفراغات) تدفع الموائع خارج المسامات، إذا كان معدل القص كبيراً جدّاً بالمقارنة مع معدل الماء الذي يمكن امتصاصه إلى أو دفعه خارج المسامات المنكمشة أو المتمددة فإن القص في هذه الحالة يُسمّى القص غير الجاف (غير المصرّف)، أما إذا كان معدّل القص بطيئاً جدّاً بحيث تكون ضغوط الماء مهملة فإن مقاومة القص في هذه الحالة تسمى مقاومة القص الجاف (المصرّف)، وخلال مقاومة التربة للقص غير الجاف، تتغير ضغوط الماء u بتغيّر الحجم، ومن معادلة الإجهاد الفعال، فأن التغير في ضغط الماء u يوثر مباشرة على قيمة الإجهاد الفعال من خلال المعادلة التالية:
{\displaystyle \sigma '=\sigma -u\,}
وتتأثر قيمة مقاومة التربة للقص بقيمة الإجهاد الفعّال، ويمكن أن تكون قيمة مقاومة القص غير الجاف (غير المصرّف) لعينة تربة أصغر أو أكبر من قيمة مقاومة القص الجاف (المصرّف) اعتماداً علي ما إذا كانت التربة انكماشية أو متمددة. 

### 6.5 اختبارات القصّ
يمكن حساب مُعامِلات مقاومة التربة للقص في المختبر باستخدام اختبار القصّ المباشر (بالإنجليزية: Direct shear test)‏، أو اختبار القصّ ثلاثيّ المحاور (بالإنجليزية: Triaxial shear test)‏، أو اختبار القصّ البسيط (بالإنجليزية: Simple shear test)‏ أو اختبار اختراق المخروط (بالإنجليزية: fall cone test)‏، أو يدويّا عبر اختبار القص بالريشة (بالإنجليزية: Shear Vane test)‏، وهنالك العديد من الأجهزة والاختبارات الأخرى، ومن الاختباراتِ المُسْتَخْدَمَةِ في تشخيص مقاومة ومرونة (صلابة) التربة في الأرض، اختبار اختراق المخروط (بالإنجليزية: Cone penetration test)‏، واختبار الاختراق المعياري (بالإنجليزية: Standard Penetration test)‏.

### 6.6 عوامل أخرى
يتأثّر منحنى الإجهاد والانفعال (بالإنجليزية: Stress and strain relationship)‏، وبالتالي مقاومة التربة للقصّ، بعدّة عوامل، وهي:
1. تكوين التربة (أي المواد الأساسية للتربة): يتعلّق بطبيعة المعادن المكوّنة، وحجم الحبيبات، وتوزيع الحبيبات وفق الحجم، وشكل الجزيئات، ونوع ومحتوى المائع المساميّ، والأيونات على الحبيبات والأيونات في المائع المساميّ.
2. الحالة (الابتدائية): يتم تعريفها من خلال النسبة الابتدائية للفراغات (بالإنجليزية: Initial void ration)‏، والإجهاد العموديّ الفعّال (بالإنجليزية: effective normal stress)‏ وإجهاد القصّ (تاريخ الإجهاد). ويمكنُ وصفُ الحالة من خلال عدّة مصطلحات، مثل: حرّة، أو كثيفة، أو مُقَوّاة، أو مُقَوّاة جداً، أو قاسية، أو ناعمة، أو انكماشيّة، أو اتّساعيّة، أو غير ذلك من الأوصاف.
3. التركيب: ويُشير ذلك إلى ترتيب الجزيئات في الكتلة الترابيّة؛ ويُقصد بذلك الطريقة التي تكون جزيئات التربة فيها محشوّة أو موزّعة. وتعتبر الطبقات، والمرابط، والشقوق، والحزوز الصخريّة، والفراغات، والجيوب، من ملامح التربة المُتَعَلِّقَة بالتركيب، ويتم وصف تركيب التربة من خلال عدّة مصطلحات، مثل: غير مختلّة (بالإنجليزية: Undisturbed)‏، أو مختلّة (بالإنجليزية: Disturbed)‏، أو مُعاد تشكيلها (بالإنجليزية: Remolded)‏، أو مضغوطة (بالإنجليزية: Compacted)‏، أو ملتحمة (بالإنجليزية: Cemented)‏، أو ذات جزيئات مُتَجَمّعة (متكتّلة) (بالإنجليزية: flocculent)‏، أو ذات شكل يشبه خلية النحل (بالإنجليزية: honey combed)‏، أو أحاديّة الحجم (بالإنجليزية: Single-grained)‏ متجمّعة أو غير متجمعة (بالإنجليزية: deflocculentd)‏، أو طبقية (بالإنجليزية: layerd)‏، أو ذات تكون صفائحيّ متماثلة أو غير متماثلة.
4. حالة التحميل: يتعلّق بمسار الإجهاد الفعّال إذا كان مُصرِّفاً أو غير مُصَرِّفٍ للماء، بالإضافة إلى نوع الحمل، وقيمته الرقميّة، ومعدّله الستاتيكي والديناميكي، والزمن (تاريخ التحميل) فقد يكون رتيباً ثابتاً أو دورياً متغيّراً مع الوقت.

## تطبيقات

### الضغط الجانبي للأرض
تُستخدَم نظرية الضغط الجانبي للأرض لتقدير كمية الإجهاد الذي بمكن للتربة بذله باتجاه يعامد اتجاه الجاذبية. وهذا الإجهاد هو الإجهاد المبذول على الجدران الاستنادية. ويُعرّف مُعامِل الإجهاد الجانبيّ للأرض (K)(بالإنجليزية: lateral earth stress coefficient)‏ بأنه النسبة بين الإجهاد الجانبي (الأفقي) الفعّال إلى الإجهاد الرأسيّ (العمودي) الفعّال للتربة غير المتماسكة (K=σ'h/σ'v). ويوجد ثلاثة مُعامِلات في ثلاث حالات، وهي: مُعامِل حالة السكون، ومُعامِل حالة النشاط، ومُعامِل حالة الخمول. ويُقصّد بإجهاد حالة السكون: الإجهاد الجانبيّ في الأرض قبل حدوث أي اضطراب، ويتم الوصول للإجهاد في حالة النشاط عندما يتحرّك الجدار بعيداً عن التربة تحت تأثير الإجهاد الجانبي، وكذلك بسبب انهيار القصّ نتيجةً لنُقصان الإجهاد الجانبيّ. ويكون الوصول إلى الإجهاد في حالة الخمول عندما يندفع الجدار نحوَ التربة بشكلٍ كافٍ لحدوث انهيار القصّ في الكتلة الترابية نتيجةً لازدياد الإجهاد الجانبيّ. يوجد العديد من النظريات المُستَخدمة لتقدير الضغط الجانبيّ للأرض، بعضها تم التوصُّل له في المختبر بالتجريب، والبعض الآخر تم اشتقاقه من خلال التحليلات الرياضيّة.

## سعة التحمُّل(بالإنجليزية:Bearing Capacity)‏
تُعَرَّف سعة التحمُّل بأنها مُعدَّل إجهاد التلامس الذي يحصل بين الأساسات والتربة والذي سيؤدي إلى انهيار قصّي (بالإنجليزية: Shear failure)‏ في التربة. ويُسمّى ناتج قسمة سعة التحمُّل على مُعامِل الأمان (مُعامِل عدم الدِّقَّة) بإجهاد التحمُّل المسموح (بالإنجليزية: Allowable bearing stress)‏. وقد يحدث هبوط كبير في بعض الأحيان في مواقع التربة الناعمة تحت الأساسات المُحَمَّلة دون حدوث انهيار قصّ فعليّ، وفي مثل هذه الحالات، يتم تحديد إجهاد التحمُّل المسموح مع مراعاة أقصى مقدار مسموح للهبوط. ومن المهم حساب قوّة طبقة القاعدة خلال مرحلة تصميم وبناء المشروع. ويُستَخدَم اختبار كاليفورنيا لقياس سعة التحمّل (بالإنجليزية: California Bearing Ration test (CBR))‏ بشكلٍ واسعٍ لتحديد أهليّة التربة في استخدامها كطبقة قاعدة للتصميم والبناء، كما ويُستَخدَم اختبار لوح التحميل (بالإنجليزية: Field Plate Load Test)‏ في الموقع بشكل واسع للتنبّؤ بالتَّشوُّهات، وخواص الانهيار للتربة أو طبقة القاعدة، ومُعامِل رد الفعل لطبقة القاعدة (ks) (بالإنجليزية: Modulus of subgrade reaction)‏. كما ويُستَخدم مُعامِل رد الفعل لطبقة القاعدة (ks) في تصميم الأساسات، ودراسات التفاعل والتأثر بين المبنى والتربة، ولتصميم رصفات الطرق.

## معرض صور

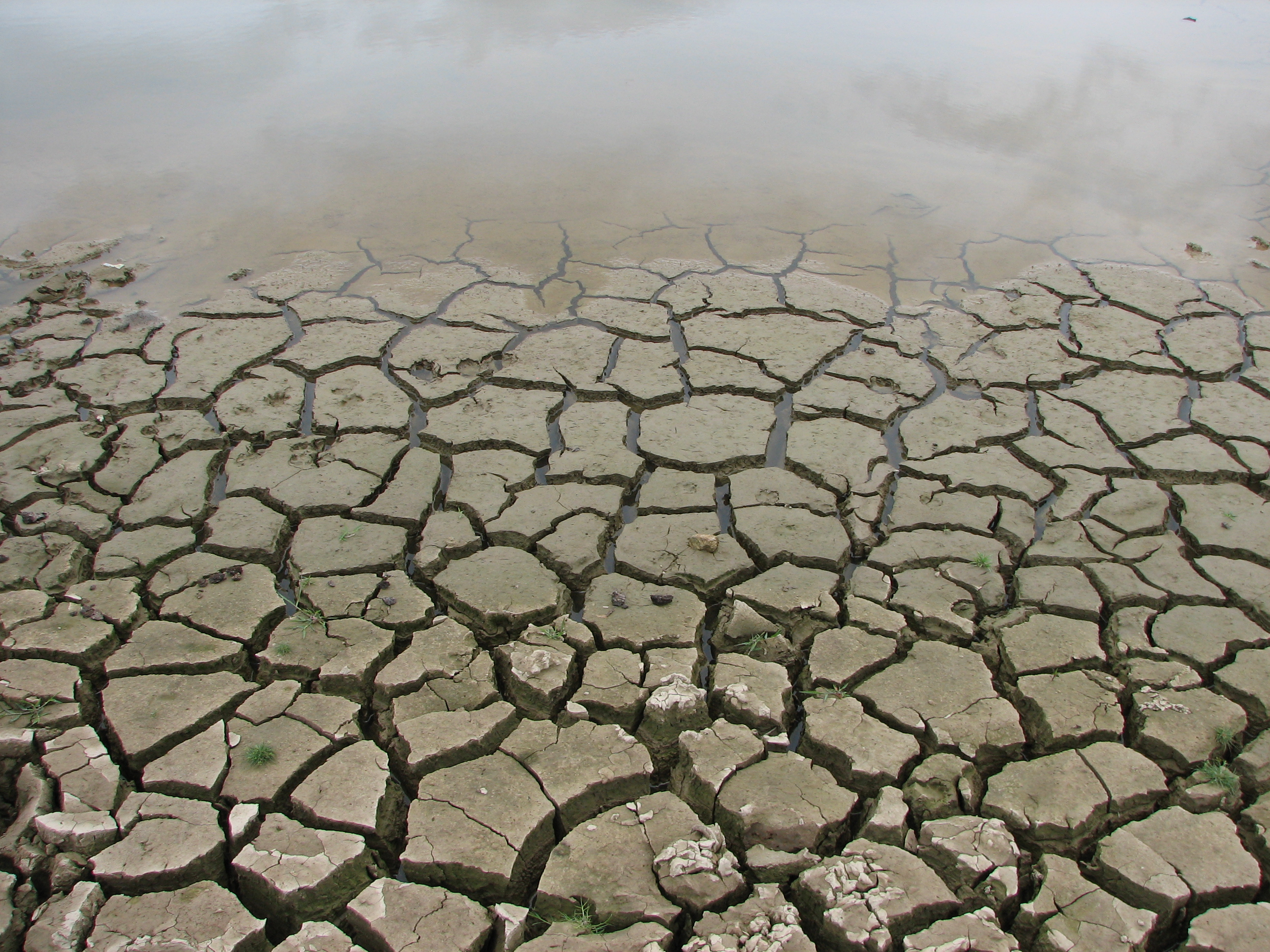
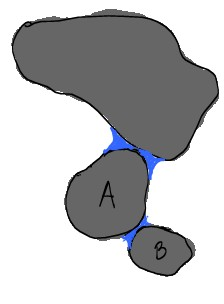
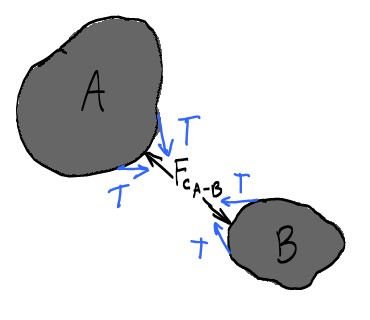